# Ōbaku
A escola Ōbaku ou Ōbaku-shū (黄檗宗), frequentemente denominada a terceira seita do Zen Budismo no Japão, foi estabelecida em 1661 por uma pequena facção de mestres da China e seus estudantes japoneses no Mampuku-ji em Uji, Japão. Hoje o Mampuku-ji funciona como o templo Obaku central, com 420 subtemplos espalhados pelo Japão (em 2006).  Além de sua contribuição para a cultura do Zen no Japão, a escola Obaku também "disseminou muitos aspectos da cultura do período Ming" no país. Muitos dos monges que vieram da China eram excelentes calígrafos, e o fundador da Obaku, Yinyuan Longqi, e outros dois mestres Obaku, Mokuan Shōtō e Sokuhi Nyoitsu, tornaram-se conhecidos como os "Obaku no Sanpitsu" (ou, os "Três Pincéis do Obaku"). Steven Heine escreveu, "As áreas onde a influência do — ou da reação ao — Obaku deixaram uma marca no Budismo japonês são inúmeras, e o seu impacto atingiu até mesmo os campos das técnicas culturais japonesas, tais como impressão e pintura. A medicina e arquitetura chinesas também foram introduzidas, bem como a prática de "escrita de espíritos"—praticada por monges Obaku os quais diziam-se poder comunicar-se com Chen Tuan.
Originada da linhagem (ou, escola) de Linji e portanto compartilhando uma relação tipo familiar com a escola Rinzai do Japão, o enfoque Obaku da prática revela a influência chinesa nos dias de hoje. Historicamente a escola Obaku é as vezes denominada "Nenbutsu Zen" — uma caracterização pejorativa com o objetivo de descrever seu uso de "práticas Zen e Terra Pura." Helen J. Baroni escreveu que nos dias de hoje, "Com poucas exceções notáveis, como o estilo do canto dos sutras (que ainda é feito numa aproximação do dialeto de Fujian), os templos e monastérios Obaku são muito semelhantes aos seus vizinhos Rinzai." Estatisticamente a menor escola/seita Zen no Japão moderno, a Obaku também assemelha-se à Rinzai-shu no fato de que é conhecida por ser mais conservativa e de inclinação intelectual que a Sōtō-shu.

## História

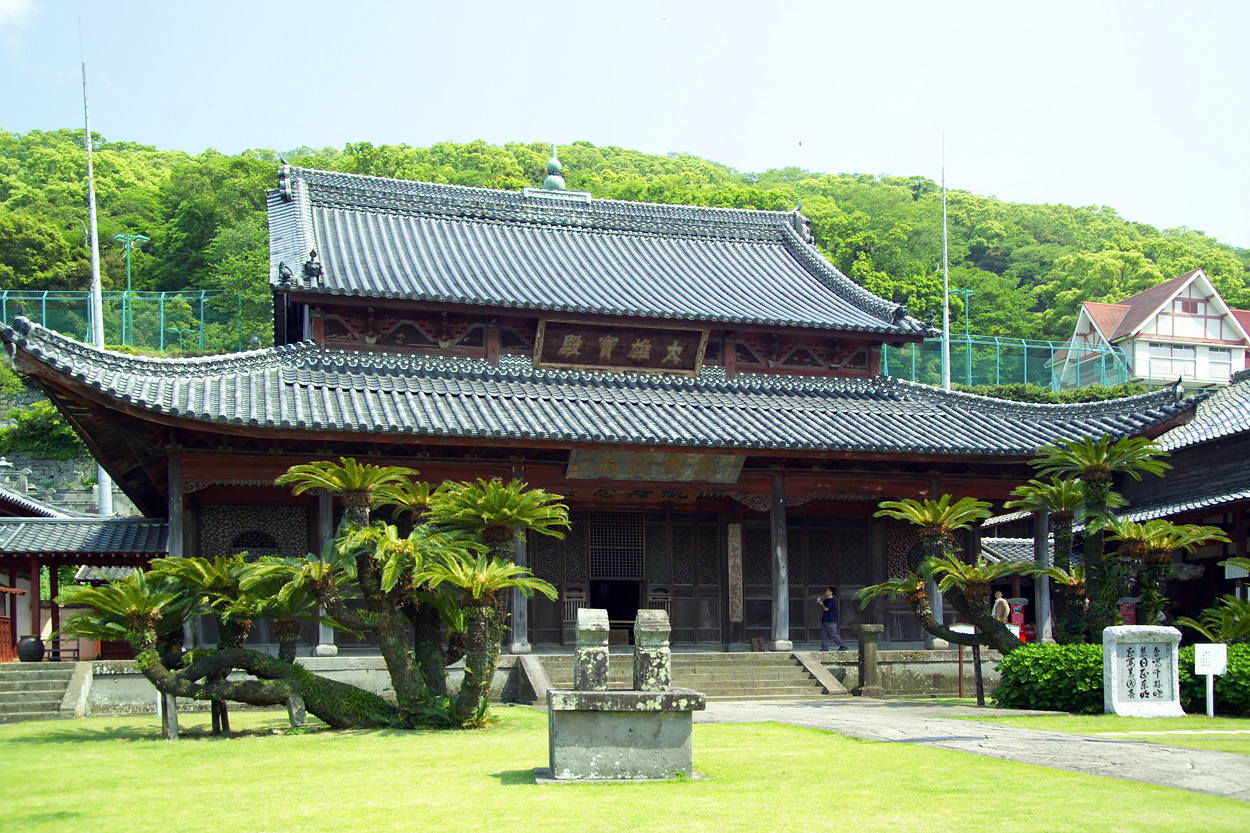
Salão de Meditação em Kofukuji em Nagasaki

O desenvolvimento da escola Obaku no Japão começou por volta do ano 1620, um período no qual imigrantes chineses estavam indo para Nagasaki, Japão, devido a um decreto pelo shogunato permitindo comerciantes chineses de conduzir seus negócios lá. Os comerciantes chineses, por sua vez, começaram a requisitar que monges da China viessem a Nagasaki "para atender às necessidades religiosas de sua comunidade e construir monastérios no estilo Ming tardio com os quais eles eram familiares." A comunidade chinesa, portanto, ficou animada quando o fundador da escola Obaku, um mestre da escola Linji chamado Yinyuan Longqi (J. Ingen Ryuki), chegou em Nagasaki vindo da China em 1654 com um pequeno grupo de discípulos chineses. Além disso, Yinyuan também estava feliz de sair da China, que experimentava uma guerra terrível.  Yinyuan foi para lá com o objetivo declarado de ajudar o crescimento de três templos subdesenvolvidos fundados por imigrantes chineses na cidade. Estes templos de Nagasaki eram conhecidos como os três "templos da boa sorte," respectivamente Kōfuku-ji, Fukusai-ji e Sōfuku-ji. Com o tempo muitos japoneses ouviram falar de seus ensinamentos e viajaram a Nagasaki para vê-lo, alguns dos quais juntaram-se à sua comunidade e tornaram-se seus discípulos. Tendo planejado ficar no Japão por um curto período de tempo, Yinyuan foi persuadido por um grupo de seus estudantes japoneses a ficar no Japão; este grupo conseguiu permissão governamental para que ele se mudasse para Quioto, onde seu estudante Ryūkai Shōsen queria que ele se torna-se o abade d templo Rinzai Myoshin-ji. Autoridades dentro da organização Rinzai não se interessaram muito pela ideia, principalmente devido a desacordos dentro da congregação com relação à questão se Yinyuan ensinasse um Zen muito chinês para o gosto japonês. Consequentmente, Yinyuan começou a construção do atual templo chefe da Obaku conhecido como Ōbaku-san Mampuku-ji em 1661 em Uji na prefeitura de Quioto (Ōbaku-san sendo o nome da montanha). Isto marca o início da escola Obaku de Zen Budismo no Japan.
A construção foi completada em 1669, no estilo arquitetônico chinês da dinastia Ming. Com autorização dos líderes bakufu locais (i.e. Tokugawa Tsunayoshi), o Obaku-shu emergiu para revitalizar a prática Rinzai no Japão. A prática no Mampuku-ji era diferente da de outros templos e monastérios Rinzai do Japão durante este período, sendo muito mais no estilo chinês. Yinyuan trouxe consigo aspectos do Budismo esotérico e do Terra Pura. Segundo Heinrich Dumoulin, "Para a prática Zen em geral, zazen (meditação sentada) e a prática de koan são centrais, ao passo que cerimônia de culto possuem uma importância secundária. Como Obaku pertencia à tradição Rinzai, zazen e koan eram partes da vida diária, mas o ritual também tinha um lugar de grande importância." Além disto, os monastérios e templos Obaku passaram a ser governados por uma doutrina conhecida como Ōbaku shingi, que importou práticas chinesas como a recitação (dharani) do nenbutsu e "procurou preservar o caráter chinês do grupo." Obaku também cantava sutras derivados do Budismo Terra Pura com música chinesa.

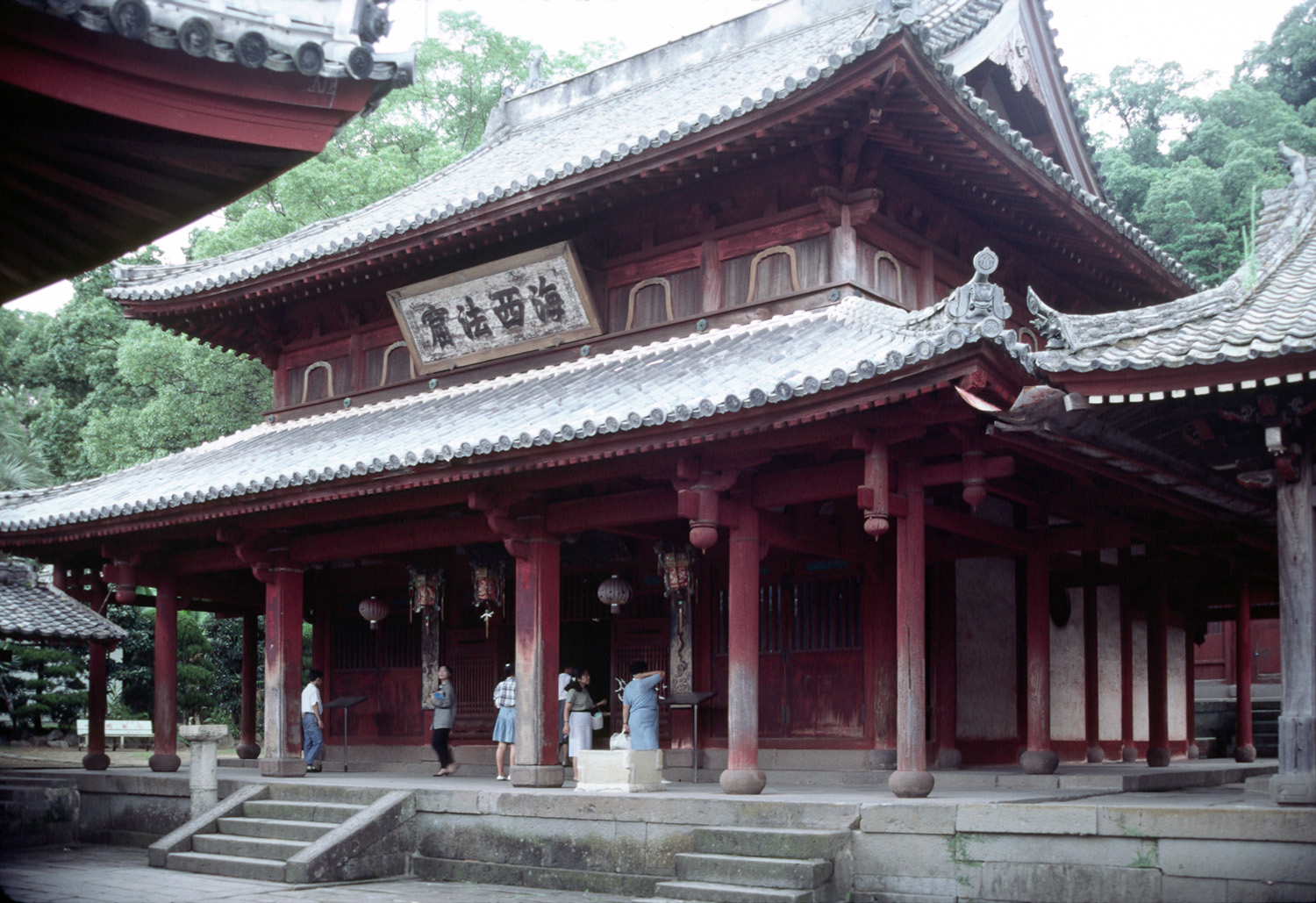
Salão de Meditação em Sofukuji em Nagasaki

Após o retiro de Yinyuan em 1664 e morte em 1673, outros monges que vieram ao Japão por volta da mesma época que ele ajudaram a continuar a tradição da prática em Mampuku-ji. O mais importante de seus discípulos foi Mokuan Shōtō, que tornou-se o segundo abade de Mampuku-ji em 1664. Durante seu anos de formação, Mampuku-ji foi muito popular no Japão com muitos adeptos vindo ao templo para instrução. De acordo com o livro Últimos Dias da Lei, "Pelo próximo século, Manpuku-ji foi liderado por monges imigrantes chineses, e eles mandaram seus seguidores japoneses fundar outros templos. O Zen Obaku espalhou-se rapidamente pelo país." Pelo menos um abade de Mampuku-ji durante este período inicial da história do Obaku provou ser controverso. Seu nome era Tu-chan Hsing-jung (Dokutan Shōtei), e ele serviu como o quarto abade de Mampuku-ji. Críticos o acusaram de levar a ênfase da recitação do nenbutsu no Mampuku-ji longe demais, e ele é chamado pejorativamente hoje em dia "Nenbutsu Dokutan."
Talvez o mais importante praticante de Obaku além de Yinyuan Longqi foi Tetsugen Dōkō, um japonês que viveu entre 1630 e 1682. Tetsugen é lembrado por ter transcrito o Tripitaka chinês do período Ming para blocos de madeira—conhecido como o Tetsugen-ban ou Ōbaku-ban (ban significa edição). Tendo estudado Jodo Shinshu do Japão, Tetsugen encontrou Yinyuan pela primeira vez em 1655 em Kofukuji em Nagasaki e acabou juntando-se à escola Obaku. O primeiro abade japonês do Mampuku-ji assumiu a liderança do Obaku em 1740, um certo Ryūtō Gentō. A partir de  1786 até os dias de hoje, o Obaku tem sido liderado exclusivamente por japoneses.

## Características

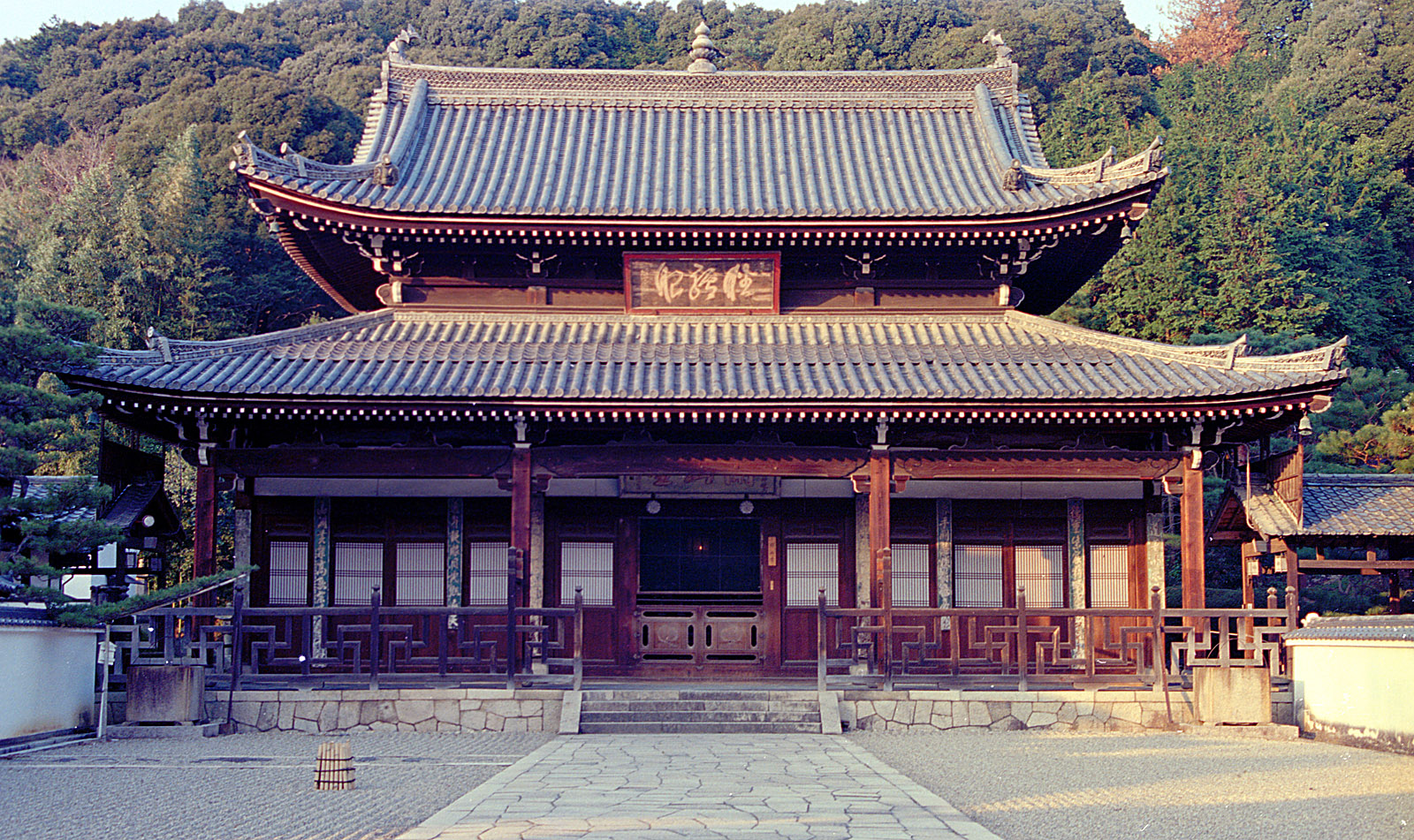
Mampukuji em Quioto Japão

As práticas monásticas da Obaku-shu eram determinadas principalmente pelo Ōbaku shingi (ou, regras Obaku), composto em 1672 com dez seções indicando o regime de prática no Mampuku-ji. Steven Heine escreveu que "O texto refletia algumas poucas evoluções que haviam tido lugar nos monastérios chineses desde Yuan, mas era exatamente na tradição das regras clássicas de pureza como o Chanyuan qingui e o Chixiu baizhang qingqui." É interessante notar que o ramo Rinzai Myoshinji escreveu seu próprio conjunto de regras monásticas (escrito por Mujaku Dōchū) em resposta a isto em 1685. Claramente Myoshinji estava preocupado sobre a perda de estudantes para a Obaku, que estavam crescendo em popularidade. "A ênfase da Obaku nos preceitos e a observação estrita das regras monásticas do Ōbaku shingi parece ter estimulado e encorajado alguns mestres japoneses com inclinações similares. Na escola Sōtō, por exemplo, os mestres chineses influenciaram os códigos monásticos de reformadores tais como Gesshū Sōko e Manzan Dōhaku que haviam estudado sob mestres Obaku."
A escola Obaku enfatizava a adoção de vários preceitos e também observava o Vinaia e o Dharmagupta bem como tradução de sutras. Mas talvez a característica mais óbvia para o povo japonês era o uso do nembutsu e também o uso do "koan nembutsu." Isto compreendia a prática de recitar o nome de Amitabha durante a prática do koan, "Quem recita?" Embora estranha aos japoneses (apesar desta "prática  dupla" ter sido introduzida no Japão já no século XIII), isto era muito comum no  Ch'an do período Ming, onde não havia divisão sectária entre budistas Terra Pura e praticantes de Ch'an. Steven Heine escreveu que, "...independente de sua inclusão de elementos do Terra Pura, o fato permanece que a escola Obaku, com sua prática de zazen em grupo nas plataformas do salão de meditação e sua ênfase na observação dos preceitos, representava um tipo de disciplina monástica bem mais rigorosa que qualquer outra escola de Budismo existente naquela época no Japão." Como resultado dessa ênfase, muitos mestres Rinzai e Sōtō passaram a reformar e revitalizar suas próprias instituições monásticas, como por exemplo o mestre Rinzai Ungo Kiyō que começou até mesmo a implementar a prática do nenbutsu no regime de treinamento no Zuiganji. T. Griffith Foulk escreveu que, "Os seguidores de Hakuin Ekaku (1687—1769) tentaram eliminar os elementos de Zen Obaku que eles achavam questionáveis. Eles suprimiram a prática Terra Purade recitar o nome do Buda Amida, diminuíram a ênfase no Vinaia e substituíram o estudo dos sutras pela ênfase nas coleções tradicionais de koan." Além disso, os sutras budistas na Obaku-shu continuam a ser cantados em chinês até os dias de hoje. Mampukuji também é conhecido pelo seu estilo de culinária vegetariana conhecida como Fucha Ryori, introduzida por Yinyuan e seu grupo.

## Templos notáveis
Templo chefe
- Mampuku-ji A construção iniciou em 1661 e foi concluída em 1669. Localizado em Quioto, Mampuku-ji serve como o templo chefe da escola Obaku. É um "exemplo raro" de um templo construido puramente no estilo arquitetônico do período Ming chinês no Japão.[19]

Subtemplos
- Fukusai-ji Fundado em 1628 em Nagasaki e posteriormente destruído em 1945, Fukusai-ji foi reconstruido no formato de uma tartaruga com uma estátua de alumínio de 18 m de altura de Kannon, a Bodhisattva da compaixão. O interior é famoso pelo Pêndulo de Foucault de vinte e cinco metros que balança sobre os restos mortais de mais de 16,500 japoneses mortos na Segunda Guerra Mundial.[20]

- Kofuku-ji (Nagasaki)
- Ryūshin-ji
- Shōhō-ji (Gifu)
- Sōfuku-ji (Nagasaki)
- Toko-ji
- Zuishō-ji